# Maurice Guichard
Pour les articles homonymes, voir Maurice Guichard (homme politique) et Guichard.
Maurice Guichard (1879 – 1922,) est un footballeur international français. Gardien de but parisien licencié à l'US parisienne, il dispute le premier match de l'histoire de l'équipe de France de football le 1er mai 1904 à Bruxelles (3–3).
Exerçant les métiers d'employé de commerce puis de courtier d'affrètement, Maurice Guichard eut une courte carrière internationale, comptant deux sélections avec l'équipe de France.
Rappelé à l'activité militaire au déclenchement de la Première Guerre mondiale, Guichard est démobilisé en février 1917 pour « endocardite rhumatismale entraînant un rétrécissement mitral », probablement contractée au front.
Décoré de la médaille commémorative de la Grande Guerre, il meurt trois ans après l'armistice du 11 novembre 1918.

## Ses sélections
| Date            | Stade                                     | Adversaire | Score | Compétition |
| 1er mai 1904    | Stade du Vivier d'Oie Bruxelles, Belgique | Belgique   | N 3-3 | Amical      |
| 12 février 1905 | Parc des Princes Paris, France            | Suisse     | V 1-0 | Amical      |